# Aloïs Van de Voorde
Aloïs, Maurits, Joseph, baron Van de Voorde, né le 25 juillet 1932 à Lochristi est un physicien belge.
Il est docteur en droit; licencié en sciences politiques et sociales. Il fut chef de cabinet du Ministère des Finances et des Affaires économiques.

## Mandats et anciens mandats
- secrétaire général honoraire du Ministère des Finances
- ancien commissaire du gouvernement auprès de la:
  - Société nationale de Crédit à l'Industrie
  - Caisse générale d'Épargne et de Retraite
  - Société fédérale de Participations
- président du fonds belgo-congolais d'Amortissement et de Gestion
- vice-président de la Croix-Rouge de Belgique
- ancien vice-président de l' Institut belge des Finances publiques
- administrateur de la Fondation Gutt
- ancien membre du conseil général de la Vlerick School voor Management
- ancien membre du CA du Collège d'Europe à Bruges

## Distinctions
- Grand officier de l'ordre de Léopold
- Grand officier de l'ordre de la Couronne
- Commandeur de l'ordre de Léopold II
- Grand officier de l'ordre du Phénix de Hohenlohe

Il fut élevé au rang de baron par le roi Albert II de Belgique en 1998.
Sa devise est In Plicht en Trouw (dans le Devoir et la Fidélité).

## Sources
- Lettres patentes de Noblesse, 1993-2000, 2001, Éd. Racine,  (ISBN 2-87386-271-8).